# Hazardziści (film 1998)
Hazardziści (ang. Rounders) – amerykański dramat kryminalny z 1998 roku w reżyserii Johna Dahla.

## Obsada
- Matt Damon – Mike McDermott
- Edward Norton – Lester "Worm" Murphy
- John Turturro – Joey Knish
- Gretchen Mol – Jo
- Famke Janssen – Petra
- John Malkovich – Teddy KGB
- Martin Landau – Profesor Petrovsky
- Michael Rispoli – Grama
- Melina Kanakaredes – Barbara
- Josh Mostel – Zagosh
- Lenny Clarke – Savino
- Tom Aldredge – Sędzia Marinacci
- David Zayas – Osborne

## Ekipa
- Reżyser – John Dahl
- Scenariusz – David Levien, Brian Koppelman
- Producent – Joel Stillerman, Ted Demme
- Zdjęcia – Harvey Weinstein, Jean-Yves Escoffier
- Scenograf – Robert Pearson
- Kostiumy – Terry Dresbach
- Muzyka – Christopher Young
- Montaż – Scott Chestnut
- Producent wykonawczy – Bobby Cohen, Kerry Orent, Bob Weinstein, Harvey Weinstein